# Српска патријаршија у Сремским Карловцима
Српска патријаршија у Сремским Карловцима, у делу литературе називана и Карловачка патријаршија, била је патријаршија православних Срба у периоду између 1848. и 1920. године. Настала је 1848. године, када је митрополит Карловачке митрополије проглашен за српског патријарха. Српски патријарси ове патријаршије су такође задржали и титулу Карловачког митрополита. Седиште Патријаршије је било у Сремским Карловцима у Хабзбуршкој монархији, а након 1918. године у Краљевству Срба, Хрвата и Словенаца. У литератури се истиче да канонско-правно својство патријарха српског, поглавара ове патријаршије, Васељенска црква није признавала. Стога се тумачи да је ова патријаршија фактички била почасни назив за Карловачку митрополију. Патријарси нису именовани након смрти последњег карловачког патријарха, Лукијана Богдановића, 1913. године. Уједињењем свих српских обласних цркава 1920. године, Српска патријаршија је поново обновљена, али са седиштем у Београду.

## Историја
1708. године је основана српска православна митрополија у Хабзбуршкој монархији. По свом дугогодишњем седишту у Сремским Карловцима, ова митрополија је добила име Карловачка митрополија. На народно-црквеном сабору је одлучено да митрополија признаје врховну духовну власт пећког патријарха. Међутим, Пећка патријаршија је укинута 1766. године, чиме је нестала и титула српског патријарха.
На Мајској скупштини 1848. године у Сремским Карловцима, Срби - становници Аустријског царства су прогласили Српску Војводину, тј. српску аутономну област у оквиру Монархије. Карловачки митрополит Јосиф Рајачић је проглашен за српског патријарха, чиме је обновљена Српска патријаршија. Рајачићу је титулу српског патријарха потврдио аустријски цар Фрањо Јосиф I 15. децембра исте године. У исто време је Фрањо Јосиф I потврдио Стевана Шупљикца, аустријског генерал-мајора, као српског војводу. Ове су потврде изнудиле револуционарна 1848. година и аустријске тешкоће при гушењу Кошутове побуне у Угарској. Шупљикац и хрватски бан Јелачић су војно подржали аустријског цара против побуњених Мађара.
Титулу српског патријарха носили су потом и Рајачићеви наследници на црквеном трону. С обзиром да Васељенска црква није канонски-правно признавала титулу српског патријарха, коју су носили црквени поглавари у Сремским Карловцима, у литератури се истиче да је ова патријаршијска титула била (са канонско-правног гледишта) само почасно, титуларно или номинално обележје црквених поглавара Карловачке митрополије.
Положај Српске православне цркве и Срба у Хабзбуршкој монархији је био регулисан одлукама царице Марије Терезије а касније и цара Јосифа II. Јавни концил Српске цркве од 1769. је регулисао статус Срба и Цркве специјалним документима званим "Regulament" а касније "Deklaratorij", публикованим 1779. Ова два документа су регулисала постојање и активности Српске православне цркве у Хабзбуршкој монархији до 1868. године. Те исте 1868. аустријски цар Фрањо Јосиф I је издао посебан едикт који је заменио претходна два документа и регулисао је положај Срба и Цркве све до краја Аустро-Угарске монархије 1918. године.
Једно од главних питања које је оптерећивало унутрашње црквене прилике било је питање српско-румунских односа у источним епархијама: Арадској, Темишварској и Вршачкој. Након дугих преговора између српског и румунског свештенства, донета је посебна владарска резолуција од 24. децембра 1864. године, којом је одобрено издвајање Румуна из састава Српске патријаршије у Сремским Карловцима. Ова царска резолуција је спроведена у дело већ током 1865. године. Према српско-румунском споразуму, Арадска епархија је тада изузета из надлежности Сремских Карловаца и пребачена је под надлежност новостворене румунске Сибињске митрополије, док су тамошње српске општине и парохије одвојене су у посебан Арадски српски протопрезвитерат и придружене су Темишварској епархији. Источни, махом румунски делови епархија Темишварске и Вршачке такође су издвојени и од њих је створена нова румунска Карансебешка епархија. Током наредних година извршена је подела многих парохија и црквених општина на српске и румунске делове.
Недуго потом, на сличан начин је и Буковина одвојила своју црквену самоуправу од Српске православне цркве и успоставила митрополију у Радауцију 1873. године.
Аустријски цар Фрањо Јосиф I је имао пуну контролу над Патријаршијом тако да је 1881. године, супротно одлуци Црквеног конгреса и традиције православља, именовао Германа Анђелића као патријарха Карловачке патријаршије. Тиме је аустријски цар дискредитовао црквену хијерархију у очима верника и охрабрио успон српске антиклерикалне Радикалне партије.
Седиште карловачких црквених поглавара са титулом патријарха било је у Сремским Карловцима где је на главном тргу, за потребе ове црквене области, подигнуто велелепно здање Патријаршијског двора (данашње седиште епископа сремских). Последњи карловачки патријарх, од 1907. до 1913, био је Лукијан Богдановић. Након његове смрти, патријаршијски трон је остао празан све до уједињења српских обласних цркава 1920. године.
Године 1920. све српске обласне цркве су спојене у јединствену Српску патријаршију са седиштем у Београду. Ова нова обнова Српске патријаршије такође је обављена у Сремским Карловцима, овај пут уз признање Васељенске цркве.

## Јурисдикција
У фактичкој надлежности српског патријарха налазило се подручје канонски признато као јурисдикција Карловачког митрополита (што је уједно била једна од титула које је имао српски патријарх). Ово подручје је обухватало седам епархија:
- Арадска (до 1865. године)
- Бачка
- Будимска
- Вршачка
- Карловачка (Архидијецеза сремско-карловачка)
- Пакрачка
- Плашћанска или Горњокарловачка
- Темишварска

Сремско-карловачка епархија била је архиепископија, а њен архиепископ уједно је био и патријарх српски. Од 1911. уз њега као епископ постоји и архидијецезански викар на простору под непосредном надлежношћу патријарха (Срем и источна Славонија — Осечко поље).
Под јурисдикцијом српског патријарха у Сремским Карловцима нису се налазиле остале српске обласне цркве у Србији, Црној Гори и Босни и Херцеговини, које су биле зависне од Цариградске патријаршије, као ни подручја Старе Србије и Македоније, која су била под директном надлежношћу Цариграда. Поред тога, простор Далмације је био под јурисдикцијом Буковинскодалматинске митрополије.

## Патријарси
Патријарси српски:
- Јосиф Рајачић (1848—1861),
- Самуило Маширевић (1864—1870),
- Прокопије Ивачковић (1874—1879),
- Герман Анђелић (1881—1888),
- Георгије Бранковић (1890—1907),
- Лукијан Богдановић (1908—1913).

- Патријарх Јосиф Рајачић, први карловачки патријарх
- Самуило Маширевић, други по реду карловачки патријарх
- Прокопије Ивачковић, трећи по реду карловачки патријарх
- Георгије Бранковић, пети по реду карловачки патријарх
- Лукијан Богдановић, шести по реду карловачки патријарх